# 豊丘村 (長野県上高井郡)
豊丘村（とよおかむら）は長野県上高井郡にあった村。現在の須坂市中心部の東方にあたる。本項では発足時の名称である小山村（こやまむら）についても述べる。

## 地理
- 山：明覚山、奈良山、悪婆山、破風岳、土鍋山、米子山
- 河川：百々川、灰野川

## 歴史
- 1889年（明治22年）4月1日 - 町村制の施行により、坂田村・園里村および小山村の大部分の区域をもって小山村が発足。
  - 小山村の残部は須坂町の一部となる。
- 1892年（明治25年）1月29日 - 小山村が改称して豊丘村となる。
- 1922年（大正11年）7月1日 - 大字小山・坂田を須坂町に編入。
- 1955年（昭和30年）1月1日 - 仁礼村と合併して東村が発足。同日豊丘村廃止。